# Khalid Muneer
Khalid Muneer Ali Abu Bakr Mazeed (tiếng Ả Rập: خالد منير أبو بكر مزيد; sinh ngày 24 tháng 2 năm 1998) là một cầu thủ bóng đá chuyên nghiệp người Qatar hiện thi đấu ở vị trí tiền vệ cho câu lạc bộ Al-Wakrah tại Qatar Stars League và đội tuyển quốc gia Qatar.

### Bàn thắng quốc tế
Bàn thắng và kết quả của Qatar được để trước.
| #  | Ngày                | Địa điểm                                | Đối thủ | Bàn thắng | Kết quả | Giải đấu               |
| -- | ------------------- | --------------------------------------- | ------- | --------- | ------- | ---------------------- |
| 1. | 11 tháng 6 năm 2019 | Sân vận động D'Honneur, Mallemort, Pháp | Bahrain | 1–0       | 1–1     | 2019 Toulon Tournament |